# Michael Weber (Informatiker)

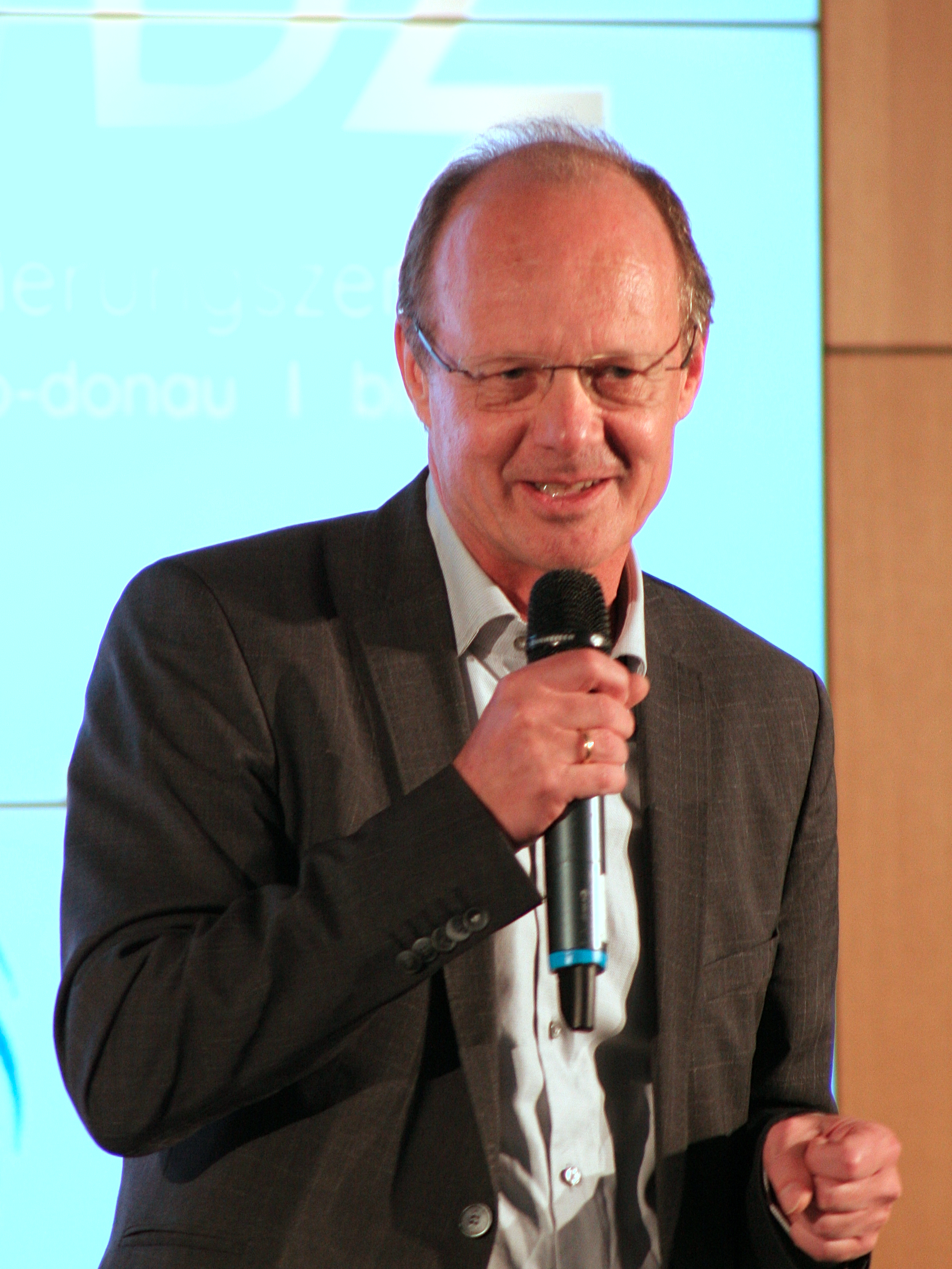
Michael Weber bei einer Veranstaltung in Ulm 2021

Michael Weber (* 27. November 1959 in Ramstein) ist ein deutscher Informatiker, Professor an der Universität Ulm und seit 2015 deren Präsident.

## Leben und Wirken
Michael Weber studierte ab 1979 an der Universität Kaiserslautern Informatik und promovierte dort 1990 über eine Anwendungsentwicklungsmethode für Xputer zum Dr.-Ing. Nach seiner Promotion arbeitete er nacheinander als Entwicklungsingenieur bei Litef in Freiburg und am Deutschen Forschungszentrum für Künstliche Intelligenz in Saarbrücken, bevor er 1994 den Ruf zur Professur in der Abteilung Verteilte Systeme an der Universität Ulm annahm. Im Jahr 2000 übernahm er dort die Leitung des heutigen Instituts für Medieninformatik.
Michael Webers Forschungsschwerpunkte sind Mobile und Ubiquitous Computing, Mensch-Computer-Interaktion und Serious Games. Von 1998 bis 2002 war er Studiendekan der damaligen Fakultät für Informatik, von 2008 bis 2010 Dekan der damaligen Fakultät für Ingenieurwissenschaften und Informatik. Von 2010 bis 2015 war Weber als Professor Mitglied des Senats. Er ist zudem Vorstandsmitglied des Sonderforschungsbereiches/Transregio 62 „Eine Companion-Technologie für kognitive technische Systeme“ und des Zentrums für Allgemeine Wissenschaftliche Weiterbildung.
2015 wurde Weber im ersten Wahlgang zum Nachfolger von Karl Joachim Ebeling als Präsident der Universität Ulm gewählt. 2021 wurden er in seinem Amt bestätigt.
Seit dem 1. April 2022 ist er stellvertretender Vorsitzender der Landesrektorenkonferenz Baden-Württemberg.
Weber ist verheiratet und hat zwei Kinder.